# Албигойски кръстоносен поход
Албигойският кръстоносен поход (наричан още Катарски кръстоносен поход) (1209 – 1229) е 20-годишна военна операция, започната от Римокатолическата църква с цел да се унищожи ереста на катарите в Лангедок. Историческата му важност се дължи на няколко причини:
- насилието е крайно дори по средновековните мерки;
- Църквата предлага законно одобрена власт над завзетите земи на благородниците от Северна Франция и краля на Франция (които всъщност служат като католически наемници);
- към Франция са присъединени райони, които по онова време имат по-близки културни и езикови връзки с Каталония (вижте окситански език);
- Албигойският кръстоносен поход организиран през 1209 г. от папа Инокентий III изиграва роля в създаването и институционализирането както на Доминиканския орден, така и на Инквизицията.

Последната крепост на албигойците (катарите) е Монсегюр в Пиренеите. Тя е превзета от папските войски през април 1244 г. и еретиците, които отказват да се покаят, са изгорени на клада. След това събитие албигойството изчезва от историческата сцена.

## Предистория
Когато дипломатическите опити на папа Инокентий III да сломи катарството не срещат успех и след като папският легат Пиер дьо Кастелно̀ е убит, папата обявява кръстоносен поход срещу Лангедок. Инокентий III прибягва до тази мярка, предлагайки земите на катарите като фиефи на всеки френски благородник, готов да вдигне оръжие.
Католическата църква винаги е строга към течения в християнството, считани за еретични, но преди 12 век тази строгост се съсредоточава върху отделни проповедници или малки локални секти. След 12 век по-организирани групи на валдензите и катарите започват да се появяват и в градовете. В западната част на Средиземноморска Франция – един от най-урбанизираните райони в Европа по това време, катарите представляват масово народно движение и тяхното учение се разпространява и в други области. Сравнително малко вярващи стават Съвършени след инициация (Consolamentum), но течението привлича много последователи и симпатизанти сред обикновените хороа.
Катарът („измит, пречистен, облян“) не вярва в един всеобхватен Бог, а по-скоро в два равни и съпоставими по статут. Катарът приема, че физическият свят е зло и е създаден от Rex Mundi (от латински: „цар на света“), който обединява всички веществени, хаотични и силови дейности, а вторият Бог, на когото той се кланя, е изцяло умозрителен и напълно неопетнен от покварата на материята. Той е Бог на любовта, реда и мира. Католическата църква, разтревожена от разпространението на учението, възприема движението като добре организиран противник в мащаб, който не е срещан от времето на арианството.
Произтичаща от по-ранни варианти на гностицизма, катарската теология намира най-голяма реализация в Лангедок. Поради това последователите на тази ерес са известни като албигойци – по името на град Алби, където броят им е значителен или защото съборът, проведен през 1176 г. и обявил учението за еретично, се провежда близо до този град. В Лангедок феодално-политическият контрол е разпределен между местните поземлени господари и градските съвети, а самата Западна Средиземноморска Франция по това време е разделена между короната на Арагон и графство Тулуза.
С ръкополагането си за папа през 1198 г. Инокентий III е решен да се справи с катарската ерес. Той изпраща проповедници да върнат разколниците към вярност на Рим, но опитите за мирно убеждение имат твърде ограничен успех. Ръководството на катарите е под покровителството на влиятелни благородници, някои от които споделят катарската ерес. Недостатъчна враждебност към ереста се открива дори сред висши католически сановници като някои епископи, което възмущава папската власт и тя предприема следващи мерки. През 1204 г. папата отнема клерикалната власт на тези епископи и назначава на тяхно място легати, действащи от негово име. През 1206 г. той иска подкрепа за по-широко действие срещу катарите от благородниците на Лангедок, като онези от тях, които поддържат катарството, са отлъчени от Църквата.
Могъщият граф на Тулуза Раймон VI отказва помощ и бива отлъчен през 1207 г. Папата призовава френския крал Филип II да действа срещу тези, които толерират катарството, но Филип отказва. Граф Раймон се среща с папския легат Пиер дьо Кастелно̀ през януари 1208 г. и след бурно заседание дьо Кастелно̀ е убит на следващия ден. Папата реагира на престъплението с издаване на була за обявяване на кръстоносен поход срещу Албигойците от Лангедок. Папата обещава земята на еретиците на всеки, който се присъедини, и така поставя северните френски благородници в конфликт с благородниците на юг.

## Военни кампании
Военните кампании в рамките на Албигойския кръстоносен поход могат да бъдат разделени в няколко периода:
- 1209 – 1215 – период, започнал с военни успехи за кръстоносците в Лангедок, завзетите земи обаче са загубени между 1215 и 1225 г. след серия от бунтове и поражения.
- Намеса на френския крал Луи VIII през 1226 г. Въпреки смъртта му през ноември същата година официалното френско участие продължава и по времето на крал Луи IX.
- След 1233 г., когато Инквизицията раздробява и останките от катарството. Съпротива и случайни въстания възникват, но дните на албигойската ерес са преброени. Военните действия са напълно прекратени през 1255 г.

### Първоначален успех (1209 – 1215)
До средата на 1209 г. около 10 000 кръстоносци се събират в Лион, за да се отправят в поход на юг. През юни Раймон Тулузки, осъзнал надвисналата заплаха, обещава да предприеме действия срещу катарите и отлъчването му е отменено. Армията на кръстоносците се обръща към Монпелие и земите на Раймон-Роже дьо Транкавел, като целта ѝ са катарските общности около Алби и Каркасон. Подобно на Раймон Тулузки и Раймон-Роже търси разбирателство с кръстоносците, но му е отказано изслушване и той е принуден да бяга обратно към Каркасон, за да подготви своята защита.
През юли 1209 г. кръстоносците завладяват селцето Сервиан и се насочват към Безие. Те обсаждат града, призовават католиците да го напуснат и настояват за предаване на катарите. И двете групи отказват. Градът пада на следващия ден, когато неуспешна и отчаяна контраатака на обсадените завършва с нахлуване на кръстоносците през отворените градски порти. Цялото население е избито, а градът е опожарен. Съвременни източници дават оценки за броя на загиналите, вариращи между петнадесет и шестдесет хиляди. Последната цифра се появява в доклада на папския легат Арно Амори. Новината за катастрофата бързо се разпространява и след това много селища се предават без съпротива.
Следващата цел е Каркасон. Градът е добре укрепен, но уязвим, пълен с бежанци. Кръстоносците пристигат пред стените му през август 1209 г. Обсадата не трае дълго, тъй като на 7 август е отрязано водоснабдяването на града. Раймон-Роже иска преговори, но е задържан от обсаждащите и останалата без предводител крепост Каркасон пада на 15 август 1209 г. Жителите са заставени да напуснат града (според Pierre Les Vaux-de-Cernay, облечени само в долните си дрехи).
Командването на армията на кръстоносците е поето от Симон дьо Монфор и му е предоставена за контрол територия, включваща Каркасон, Алби и Безие.
Следващият съществен сблъсък на двете фракции се случва близо до град Ластур и замъка Кабаре, когато Пиер-Роже дьо Кабаре отблъсква нападението на кръстоносците. Военните действия са силно ограничени през предстоящата зима, но през този период пристигат нови кръстоносни подкрепления. През март 1210 г. след кратка обсада пада град Брам. През юни кръстоносците обсаждат и добре укрепения град Минерв. Той устоява на тежък обстрел, но в края на юли с разрушаването на основния му водоизточник градът се предава. На пленените катари е дадена възможност да се върнат към универсалния католицизъм и повечето го правят. 140 от тях обаче отказват да направят това и са изгорени на клада в публичен акт на вярата. През август походът настъпва към крепостта Термес. Въпреки контраатаките на Пиер-Роже дьо Кабаре обсадата не е пробита и през декември градът пада.
Когато военните операции са възобновени през 1211 г. проличава, че агресивните действия на Арно Амори и Симон дьо Монфор вече са отчуждили чувствително няколко значими господари. Това важи и за Раймон Тулузки, който повторно бива отлъчен от Църквата. Кръстоносците си възвръщат Ластур през март и Пиер-Роже дьо Кабаре се съгласява да се предаде. През май е завладян замъкът на Емери дьо Монреал, като той и неговите висши рицари са обесени. Освен тази брутална саморазправа с благородниците няколкостотин катари са изгорени на клада. Последват лесни победи за кръстоносците в Касе и Монферан и пред тях лежи вече само Тулуза. Градът е обсаден, но тъй като сред нападателите се чувства недостиг на доставки и бойци Симон дьо Mонфор се оттегля. Окуражен, през септември Раймон Тулузки атакува дьо Монфор в крепостта Кастелнодари. Кръстоносният пълководец пробива обсадата и бяга, а Кастелнодари пада. Силите на Раймон съумяват да освободят още над тридесет града преди контраатаката им да бъде спряна при Ластур през есента. През следващата година голяма част от областта на Тулуза е завладяна отново от католическите сили.
През 1213 г. арагонски войски, ръководени от крал Педро II, владетел на Арагон и Каталуния, идват на помощ на Тулузкото графство. Те обсаждат Мюре, но през септември при една атака от замъка крал Педро загива, което обръща в бягство арагонската армия. Това е сериозен удар за съпротивата в Лангедок, но през 1214 г. положението става още по-лошо – Раймон е принуден да бяга в Англия, а неговите земи са дадени от папата на Филип II, с което най-накрая в конфликта е въвлечен и френският крал. През ноември енергичният Симон дьо Монфор влиза в Перигор, лесно са завладени и замъците Дом и Монфор, през 1215 г. кръстоносците влизат в Тулуза. Дьо Монфор получава града като награда за себе си, но през април 1216 г. го отстъпва на Филип II.

### Бунтове и обрат (1216 – 1225). Войната на синовете
През 1216 г. Раймон Тулузки се завръща в региона заедно със сина си и бързо събира значителна подкрепа от недоволните градове. Обезвластеният граф на Тулуза обсажда Бокер и влиза в селището след тримесечна обсада и успешно отблъснати атаки на дьо Монфор за облекчаване на града. Кръстоносният пълководец трябва първо да потуши въстанието в Тулуза, а и контраатаката му е отбита при Лурд през декември 1216 г. През септември 1217 г., докато дьо Монфор е зает в региона Фоа, Раймон си възвръща Тулуза. Дьо Монфор бърза обратно, но войските му са недостатъчни за да обсадят града, поради което кампанията е спряна отново. Обсадата е подновена през пролетта на 1218 г. При опит да даде отпор на вилазка на защитниците дьо Монфор е ударен и убит от каменен проектил на отбранителните крепостни съоръжения. Според иносказанието, в града артилерията е била обслужвана и управлявана от жените и момичетата на Тулуза.
Инокентий III умира през юли 1216 г. След като и дьо Монфор е вече мъртъв, настъпва временен безпорядък. Командването преминава в ръцете на по-предпазливия Филип II, който е по-загрижен за властта си над Тулуза, отколкото за ереста на учението. През 1221 г. успехите на Раймон Тулузки и сина му продължават: Монреал и Фанжо са повторно завзети и много католици са принудени да бягат. През 1222 г., Раймон VI Тулузки умира и е наследен от сина си Раймон VII. През 1223 г. умира Филип II и е наследен от Луи VIII. През 1224 г. Амори, син на Симон дьо Монфор, е застрашен от обкръжение и изоставя Каркасон. Крепостта е заета отново от семейство Тренкавел в лицето на сина на Раймон - Роже дьо Тренкавел, завърнал се от изгнание. Амори дьо Монфор подема война с дипломатически средства, като предлага на Луи VIII да се откаже от своите наследствени претенции към земите на Лангедок. Френският крал приема и те стават френски.

### Френска интервенция
През ноември 1225 г., в рамките на Съвета в Бурж, Раймон VII Тулузки е отлъчен от Църквата. Съветът събира хиляди духовници в опит да разреши обявяване на данък върху годишните им доходи, т.нар. „Албигойски десятък“ в подкрепа на кръстоносния поход, въпреки че реформите, предназначени за финансиране на папството за вечни времена, потъват. Луи VIII подема нов кръстоносен поход в областта през юни 1226 г. Укрепени градове и крепости се предават без съпротива. Въпреки това Авиньон, намиращ се под властта на германския император, оказва съпротива и е превзет след тримесечната обсада през септември. Луи VIII умира през ноември и е наследен от детето-крал Луи IX, но кралицата-регент Бланш Кастилска позволява кръстоносния поход да продължи под ръководството на Умбер дьо Божу. Лабесед пада в 1227 г., Варей и Тулуза през 1228 г. Въпреки тези успехи кралица Бланш предлага на Раймон VII мирен договор със следните клаузи:
- френската корона признава Раймон VII за владетел на Тулуза в замяна на продължаване на борбата с катарите от негова страна;
- връщане на Църквата на всички завладени от него църковни имоти;
- предаване на непобедените замъци и унищожаване на укрепленията на Тулуза;
- Раймон трябва да омъжи дъщеря си Жана за по-малкия син на Бланш Алфонс, като двойката и техните наследници получават властта над Тулуза след смъртта на Раймон; при липса на тяхно потомство, което да наследи Тулуза, от тях градът се връща към френската корона, както и се случва по-късно.

Раймон приема и двете страни подписват договора в Мо през април 1229 г. След това тулузкият граф е арестуван, бит и за кратко затворен в тъмница.

## Инквизиция
Лангедок вече е твърдо под контрола на краля на Франция. Инквизицията започва работа в Тулуза през ноември 1229 г., с което започва и процесът на избавяне на областта от вярата на катарите, както и сриването на останалите катарски крепости. При папа Григорий IX на Инквизицията е дадена голяма сила за потискане на ересите. Противно на популярната легенда, Инквизицията действа предимно с помощта на правно разследване, убеждаване и помирение. Съдебни процедури са били използвани и въпреки че на обвиняемия не е позволено да се запознае с имената на обвинителите, му е позволено да изтъкне своята правна защита. По-голямата част от признатите за виновни в ерес получават леки наказания. 11 на сто от нарушителите попадат в затвор. Само около 1% най-постоянни и рецидивни катари са предадени на светската власт и изгорени на клада. Някои загинали или починали катари обаче са ексхумирани и изгорени.
Съпротивата оцелява, намирайки убежище в крепостите Фенуйиед и Монсегюр, откъдето подбудителстват малки въстания. През 1235 г. подобни вълнения принуждават органите на Инквизицията да напуснат Алби, Нарбон и Тулуза. Раймон-Роже дьо Tранкавел застава начело на военна кампания през 1240 г., но е победен в Каркасон през октомври. Скоро той се предава и бяга в изгнание в Арагон.
През 1242 г. Раймон VII се опитва да се отметне от договора в Мо, като вдига бунт в Тулуза солидарно с нахлуването на английски войски, но на англичаните бързо са отблъснати и графът отстъпва повторно. Впоследствие е помилван от краля.
Катарските крепости падат една по една. Монсегюр издържа девет месеца на непрекъсната обсада преди да бъде завзет през март 1244 г. Последният пост на катарите – малката, изолирана и пренебрегвана крепост Керибюс, бързо пада през август 1255 г. Последното известно изгаряне на лице, изповядващо катарските вярвания, е извършено в Корбиер, днешна Швейцария седемдесет години по-късно, през 1321 г.